# Перейра да Гама, Ядил
Ядил Перейра да Гама (нидерл. Jadiel Pereira da Gama; родился 12 декабря 2009) — нидерландский футболист, полузащитник клуба ПЕК Зволле.

## Клубная карьера
Воспитанник футбольной академии клуба ПЕК Зволле. В июле 2025 года подписал свой первый профессиональный контракт.
15 августа 2025 года дебютировал в основном составе ПЕК Зволле, выйдя на замену в матче Эредивизи против клуба «Телстар». В возрасте 15 лет и 243 дней стал самым молодым игроком в истории высшего дивизиона чемпионата Нидерландов.

## Карьера в сборной
Выступал за сборную Нидерландов до 16 лет.